# Jenis Símunarson
Jenis Símunarson, bedre kendt som Jenis í Laðangarði, var en bonde fra Sumba, som er kendt fra Suderøsagnene fra Færøernes sydligste ø, Suðuroy. Historien blev nedskrevet og udgivet af filologen Jakob Jakobsen i "Færøske folkesagn og æventyr" fra 1898-1901.

## Historien om Jenis í Laðangarði
Jenis í Laðangarði var bonde i Laðangarði. Han var en meget velhavende mand og ejede en tredjedel af al jord i Sumba. Han giftede sig med en pige fra Fámjin, som engang havde reddet ham og hans mænds liv, efter at de frosne og forkomne i en storm var drevet i land i Fámjin med deres fiskebåd.
Jenis var en storladen mand. Hans bryllup er et at de kendteste på Færøerne. I følge historen om ham indbød alle folk på Suderø til sit bryllup "undtagen tyve og rakkerpak". Hele øen kom derfor til bryllup, selv dem der dårligt kunne sidde eller gå, fordi ingen ville kaldes for tyv eller rakkerpak.
Brylluppet blev holdt om sommeren, og borddækningen var udendørs. Da Jenis kom ud fra kirken sammen med sin brud klædt i sit fineste tøj, så han to brødre fra Fámjin – kendt som Jansagutterne, der var kendt for deres styrke – som var kommet til brylluppet iført arbejdstøj. Jenis sagde, at han ikke havde indbudt “trælle” til sit bryllup. Dette tog Jansagutterne meget ilde op, og de greb brudgommen og smed ham på en mødding tæt ved kirken. Sidenhen er denne mødding kendt som “Bryllupsmøddingen.”
Jenis í Laðangarði var fader til “Marjun den stærke”.
Giljabonden fra Hvalba og Jenis fra Laðangarði var svorne fjender. En gang havde Giljabonden sendt en af sine huskarle, der hed Sno-pprikkur, til Sumba for at stjæle en præmiehest, som Jenis ejede. Sno-pprikkur, der var kendt som en frygtelig ugerningsmand, havde held til at stjæle hesten og ride af sted med den. Men Jenis opdagede tyveriet og satte i løb efter Sno-pprikk og hesten. Jenis løb efter hesten hele vejen fra Sumba og til fjeldet mellem Trangisvåg og Hvalba. Da var afstanden mellem dem blevet så kort, at Sno-pprikkur indså, at han ikke kunne undslippe med hesten. Sno-pprikkur sprang da af hesten og skjulte sig i en kløft. Jenis fangede hesten og råbte: ”Det var godt, at du slap hesten. Havde du ikke gjort det, skulle ingen beboer på Gilja-gården havde fået lov til at opleve næste jul!” Jenis satte sig derefter op på hesten og red hjem til Sumba.
Jógvan við Grind fra Trongisvágur havde dræbt Giljabondens søn i en slåskamp. Jógvan flygtede derefter sydpå for at undslippe Giljabondens mænd. Loven sagde, at hvis man som den første mand i tre på hinanden følgende kirkesogne formåede at sige ordene: “Jeg har været mand til skade,” så kunne man slippe for dødsstraf ved at betale mandebod for et drab. Jógvan løb gennem Porkeri, Vág og videre til Sumba sogn. En uvejsdag ser folk i Sumba, at der kommer en mand løbende ned mod bygden. Jógvan kommer ind i Laðangarð og råber ordene: “Jeg har været mand til skade!”
”Hvem har du dræbt”, spørger Jenis. ”Jeg har dræbt Giljabondens søn,” siger Jógvan. ”Gud velsigne dig, min ven,” siger Jenis, ”kom og sæt dig her hos mig.” Jenis gav Jógvan halvdelen af mandeboden for drabet (60 daler). Sagnet siger, at Jógvan undslap til Shetland og giftede sig der.